# Sally Le Page

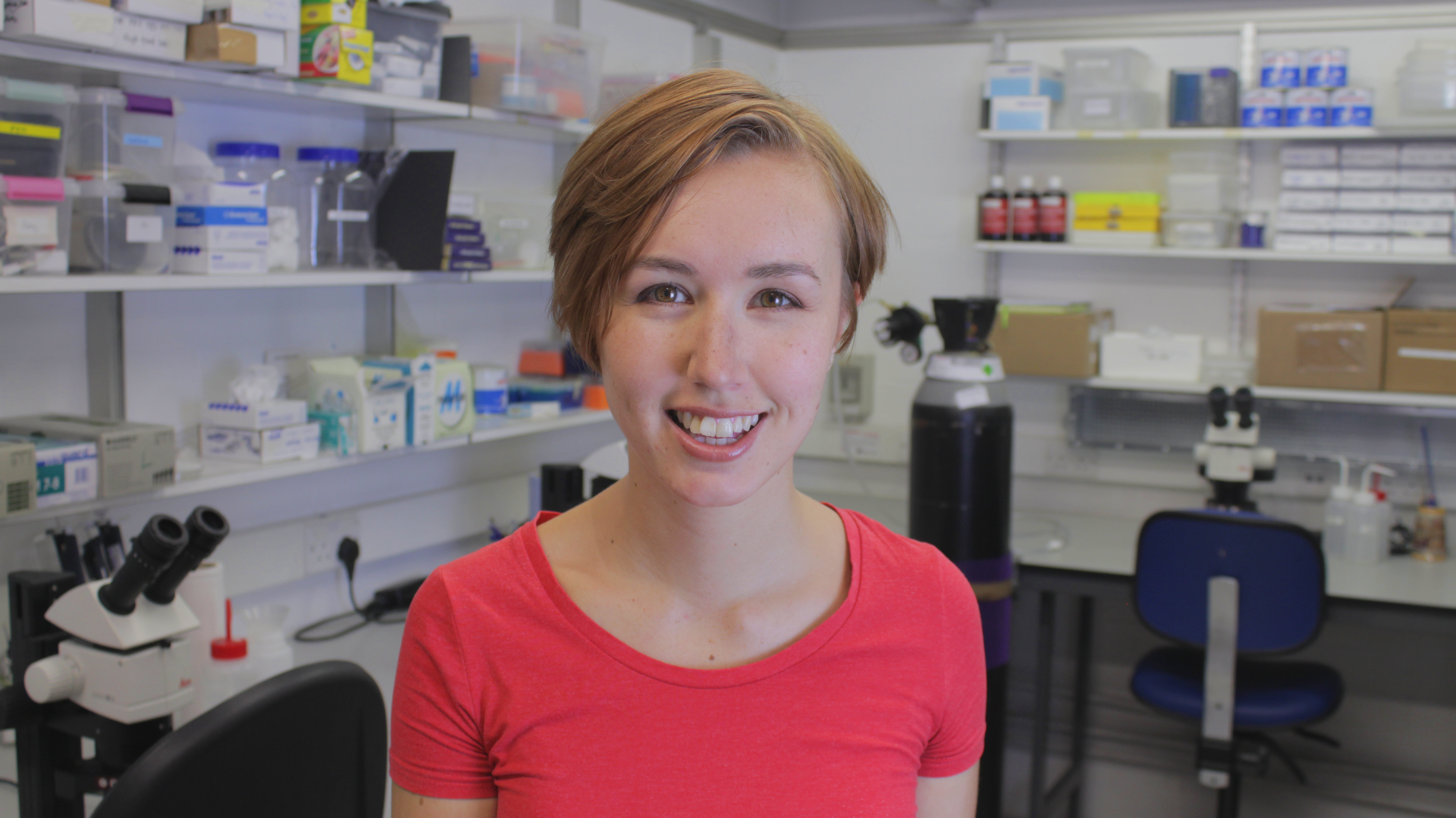
Sally Le Page

Sally Le Page ist eine promovierte britische Evolutionsbiologin und Wissenschaftskommunikatorin, bekannt für ihren gleichnamigen YouTube-Account.

## Ausbildung
Le Page besuchte King’s High, Warwick und studierte ab 2010 Biologie an der University of Oxford, ihren First Class Bachelor of Science erhielt sie 2013. 2019 schloss sie ihr PhD an der University of Oxford ab. In ihrer Forschung beschäftigte sie sich unter anderem mit der Fruchtfliege und wie deren Verwandtschaftsgrad ihr Verhalten beeinflusst.

## YouTube
In ihrem ersten Studienjahr startete Le Page einen YouTube-Kanal, um ihren Traum einer eigenen Wissenschaftssendungen zu erfüllen. 2012 erstellt, hat ihr gleichnamiger YouTube-Account 1,5 Millionen Views und 70.000 Abonnenten (Stand Dezember 2019).

## Öffentlichkeitsarbeit
Le Page gewann 2013 die The Guardian and Oxford University Press Very Short Film Competition und erhielt ein Preisgeld von 9000 Britischen Pfund. Sally gewann außerdem den Science-Slam in Oxford 2013 und hielt eine einstündige Präsentation auf dem Winchester Science Festival 2014. Sie ist Wissenschaftskorrespondentin für Rooster Teeth, eine amerikanische Entertainment-Firma. 2014 hielt sie eine Präsentation für die Royal Institution. Ein Jahr darauf wurde sie General Electric Creator in Residence. Auf eine Einladung der BNP Paribas Foundation hin reiste sie nach Polynesien und produzierte ein Video, in dem sie über den Zustand der dortigen Korallenriffe referierte. Im selben Jahr kritisierte sie UK Wasserversorger dafür, dass sie mit Wünschelruten nach Wasserquellen gesucht haben. Sie geht offen mit ihrer Sexualität um und engagiert sich für LGBTQ+ in STEM.